# Лорд-скарбник
Лорд-скарбник (англ. Lord High Treasurer) — одна з вищих державних посад Великої Британії. Лорд-скарбничий очолює Скарбницю Її Величності і є третім за старшинством серед церемоніальних посадових осіб королівства. З 1714 року лорд-скарбник не призначався, його функції виконував колегіальний орган Рада скарбниці, до якої як лорди скарбниці входять прем'єр-міністр Великої Британії, канцлер скарбниці (міністр фінансів Великої Британії), парламентський секретар скарбниці й інші особи, яких призначає монарх за поданням голови уряду.

## Лорд-скарбничий Англії
В Англії виникнення скарбниці як окремого органу державної адміністрації відносять до 1126 року, до часів правління короля Генріха I, коли з єдиного фінансового відомства лорда великого камергера виділився орган, що відповідав за збір феодальних платежів й податків на користь короля та їх витрачання на потреби королівської адміністрації. Значення лорда-скарбника як вищої фінансової посадової особи королівства зростало за рахунок падіння впливу лорда великого камергера, який відповідав за фінансування королівського двору. У XVI столітті лорди-скарбники фактично сконцентрували у своїх руках основні важелі управління державною адміністрацією й de facto стали головами уряду Англії (як, наприклад, Вільям Сесіл, перший міністр королеви Єлизавети I).

## Лорд-скарбничий Шотландії
У Шотландії посада лорда-скарбника виникла тільки у 1425 році, під впливом англійської фінансової адміністрації. Лорду-скарбнику відійшли функції зі збирання коштів від здійснення королівського правосуддя, регальних прав корони та екстраординарних податків, а також питання фінансування королівської адміністрації. З початку XVI століття Скарбниця також набула функцій, за які раніше відповідали контролер (надходження від королівського домену, міст і митниць, фінансування двору), головний збирач (надходження від королівської третини прибутків з церковних земель) та скарбник нових надходжень (прибутки від секуляризованого в ході Реформації церковного майна). Після 1667 року замість одноосібного лорда-скарбника, в основному, призначалась колегіальна рада скарбниці. Об'єднання Шотландії та Англії у 1707 році до єдиної держави призвело до ліквідації шотландської скарбниці.